# Godinja
Godinja – wieś w Bośni i Hercegowinie, w Federacji Bośni i Hercegowiny, w kantonie sarajewskim, w gminie Trnovo. W 2013 roku liczyła 44 mieszkańców, z czego większość stanowili Boszniacy.